# Nòdar Gvakhària
Nòdar Gvakhària   (Tbilisi, 16 d'abril de 1932 - Tbilisi, 14 de novembre de 1996) fou un waterpolista georgià que va competir sota bandera soviètica durant les dècades de 1940 i 1950.
El 1956 va prendre part en els Jocs Olímpics d'Estiu de Melbourne, on guanyà la medalla de bronze en la competició de waterpolo. En el seu palmarès també destaca una medalla de bronze al Campionat d'Europa de waterpolo de 1958.
A nivell nacional va jugar al Dinamo Tbilisi (1946-1952, 1956-1960) i al Dinamo Moscou (1953-1955). El 1955 va guanyar la lliga soviètica. Una vegada retirat va exercir d'entrenador del Dinamo de Tbilisi (1960-1967) i de la selecció nacional soviètica (1962-1964).